# Càrn Mòr (berg)
Càrn Mòr är ett berg i Storbritannien.   Det ligger i kommunen Argyll and Bute och riksdelen Skottland, i den nordvästra delen av landet, 700 km nordväst om huvudstaden London. Toppen på Càrn Mòr är 334 meter över havet, eller 253 meter över den omgivande terrängen. Bredden vid basen är 7,8 km. Càrn Mòr ligger på ön Inner Hebrides.
Terrängen runt Càrn Mòr är kuperad åt sydost, men åt nordväst är den platt. Havet är nära Càrn Mòr västerut. Runt Càrn Mòr är det mycket glesbefolkat, med 2 invånare per kvadratkilometer. Närmaste större samhälle är Tobermory, 12,1 km nordost om Càrn Mòr. Trakten runt Càrn Mòr består i huvudsak av gräsmarker.